# Vysoké Mýto
Vysoké Mýto (en allemand : Hohenmaut ou Hohenmauth) est une ville du district d'Ústí nad Orlicí, dans la région de Pardubice, en Tchéquie. Sa population s'élevait à 12 412 habitants en 2024.

## Géographie
Vysoké Mýto se trouve à 7 km au sud-ouest de Choceň, à 17 km à l'ouest d'Ústí nad Orlicí, à 29 km à l'est-sud-est de Pardubice et à 125 km à l'est de Prague.
La commune est limitée par Zámrsk et Slatina au nord, par Choceň au nord-est, par Zálší et Tisová à l'est, par Hrušová, Džbánov, Zádolí et Pustina au sud et par Řepníky et Vraclav à l'ouest.

## Histoire
La première mention écrite de la localité date de 1264.
Jusqu'en 1918, la ville bilingue de Hohenmauth - Vysoke Myto faisait partie de l'empire d'Autriche, puis d'Autriche-Hongrie (Cisleithanie après le compromis de 1867), chef-lieu du district du même nom, l'un des 94 Bezirkshauptmannschaften de Bohême.

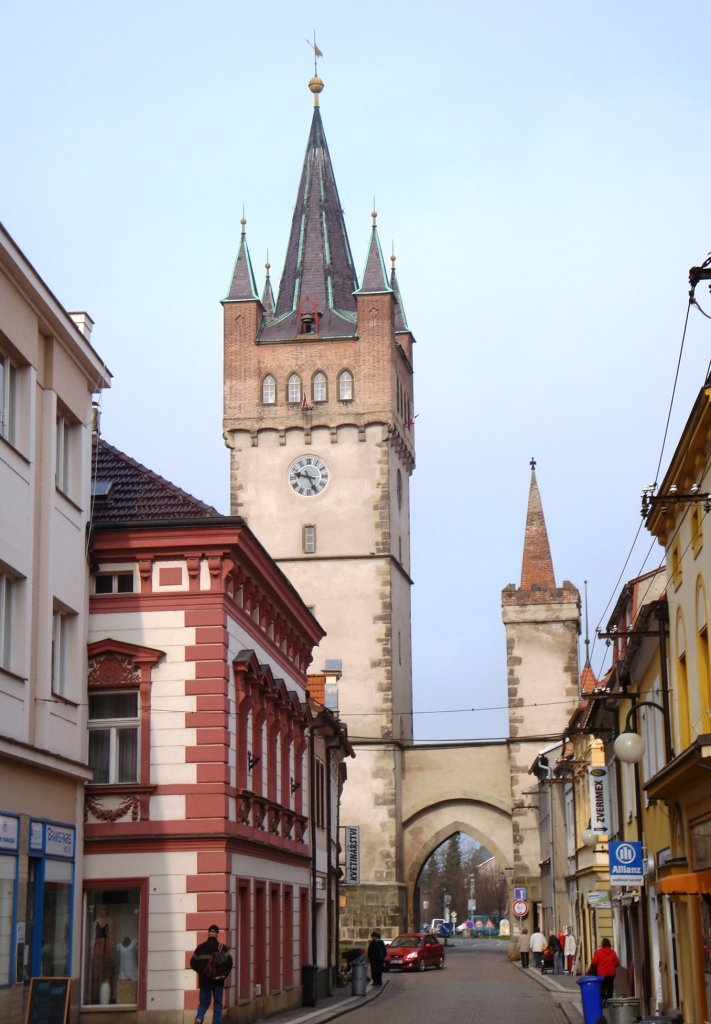
La porte de Prague.
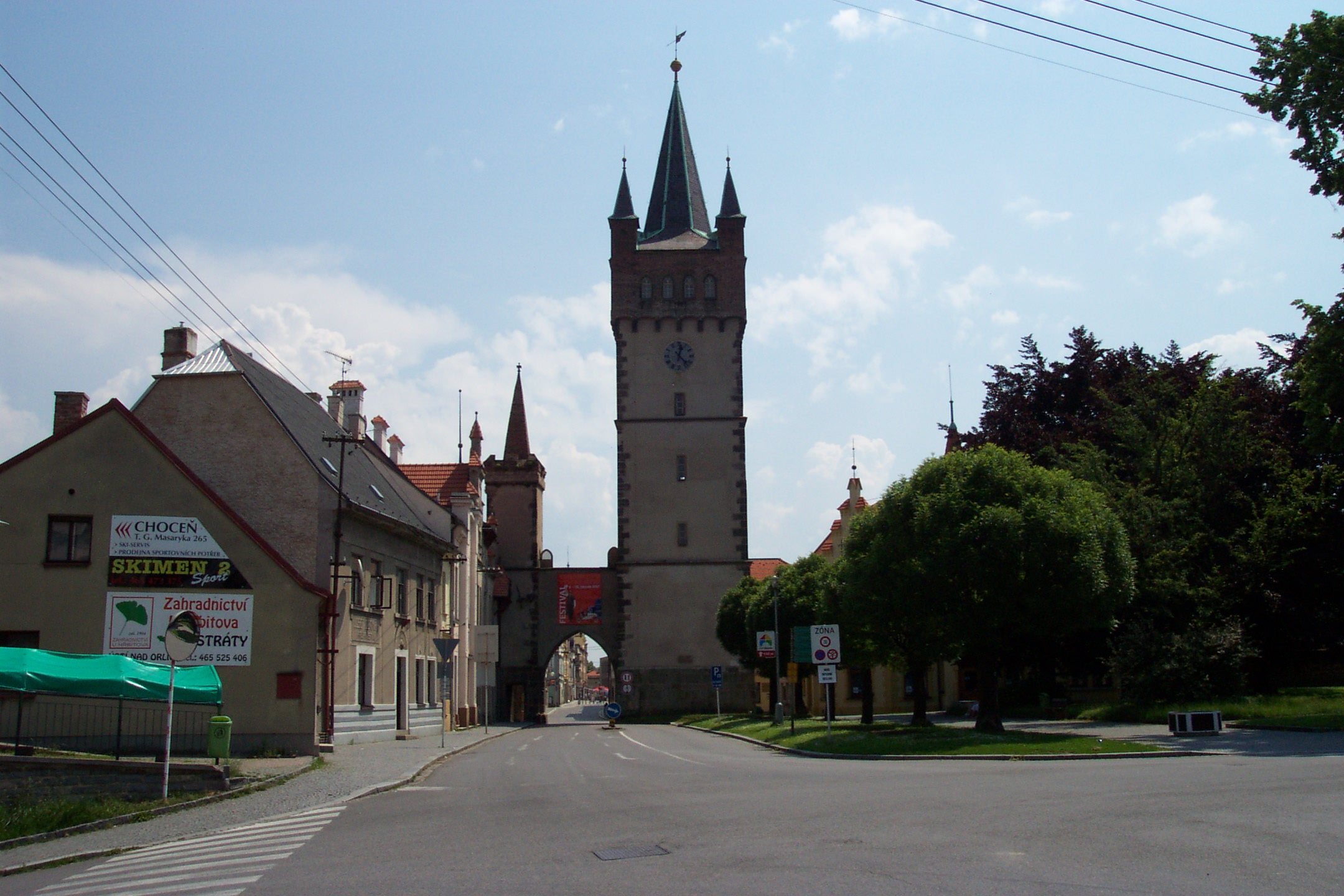
La Porte de Prague, vue de la place.
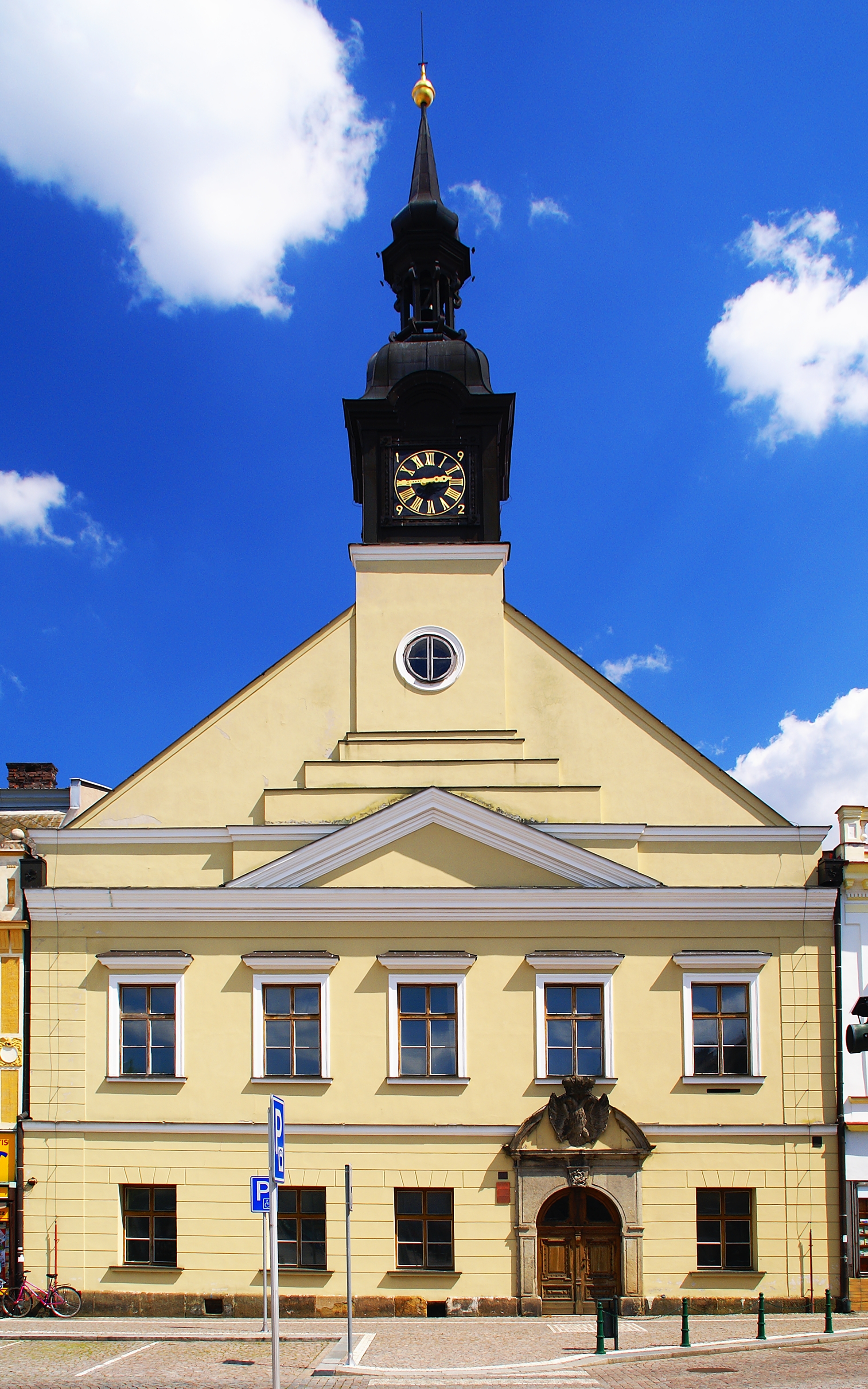
L'ancien hôtel de ville sur la place Přemysl Otakar II.

## Population
Recensements ou estimations de la population de la commune dans ses limites actuelles :
| 1869* | 1880* | 1890* | 1900*  | 1910*  | 1921*  |
| ----- | ----- | ----- | ------ | ------ | ------ |
| 7 286 | 8 337 | 9 033 | 10 776 | 12 166 | 11 810 |

| 1930*  | 1950*  | 1961* | 1970* | 1980*  | 1991*  |
| ------ | ------ | ----- | ----- | ------ | ------ |
| 12 056 | 10 328 | 9 827 | 9 716 | 11 152 | 10 987 |

| 2001*  | 2011*  | 2015   | 2016   | 2017   | 2018   |
| ------ | ------ | ------ | ------ | ------ | ------ |
| 12 279 | 12 428 | 12 419 | 12 404 | 12 390 | 12 318 |

| 2019   | 2020   | 2021*  | 2022   | 2023   | 2024   |
| ------ | ------ | ------ | ------ | ------ | ------ |
| 12 335 | 12 288 | 12 069 | 12 007 | 12 333 | 12 412 |

## Administration
La commune se compose de dix sections :
- Brteč
- Domoradice
- Choceňské Předměstí
- Knířov
- Lhůta
- Litomyšlské Předměstí
- Pražské Předměstí
- Svařeň
- Vanice Vysoké
- Mýto-Město

## Économie
La principale entreprise de la ville est l'usine d'Iveco Bus, ex-usine Karosa. L'entreprise est fondée en 1895 à Vysoké Mýto par Josef Sodomka. Elle fabrique son premier autobus en 1928 et devient Karosa, une entreprise d'État en 1948 ; elle se spécialise avec succès dans la fabrication d'autobus en Tchécoslovaquie. Dans les années 1990, Karosa développe des liens avec le Groupe Renault et la marque Irisbus. En 2003, Irisbus devient la propriété de IVECO, qui remplace la marque Irisbus par Iveco Bus en 2013. Les autobus interurbains et suburbains Crossway et les nouveaux autocars de tourisme Evadys sont fabriqués dans l'usine de Vysoké Mýto. L'usine s'étend sur 300 000 m2, produit 4 500 autobus et autocars par an, dont 93 % sont exportés, et emploie plus de 3 000 personnes.

## Patrimoine
La principale église de la ville est l'Église Saint-Laurent de Vysoké Mýto, dont les flèches atteignent 67 m de hauteur.

## Transports
Par la route, Vysoké Mýto se trouve à 9 km de Choceň, à 22 km d'Ústí nad Orlicí, à 34 km de Pardubice et à 156 km de Prague.

## Personnalités
- Fridrich Bridel (1619-1680), prêtre jésuite et poète.
- Dismas Hataš (1724-1777), compositeur.
- Jindřich Krištof Hataš (1729-après 1808), compositeur.
- Josef Bartoš (1887-1952), musicographe.
- František Matoušek (1901-1961), peintre.
- Lubos Kubik (1964- ), footballeur
- Karl Franz Koczian von Kronenfeld (1636-1694) Bürgermeister

## Villes jumelles
- Korbach (Allemagne)
- Verl (Allemagne)
- Pyrzyce (Pologne)
- Annonay (France)
- Varna (Bulgarie)